# 1998 v loďstvech
Tento článek obsahuje významné události v oblasti loďstev v roce 1998.

## Lodě vstoupivší do služby
- 16. ledna –  Čcheng-te (FFG-1208) – fregata třídy Kchang-ting

- 31. ledna –  HMAS Farncomb (SSG 74) – ponorka třídy Collins

- 14. února –  USS Mahan (DDG-72) – torpédoborec třídy Arleigh Burke[1]

- 25. dubna –  USS McFaul (DDG-74) – torpédoborec třídy Arleigh Burke[2]

- 19. června –  USS Decatur (DDG-73) – torpédoborec třídy Arleigh Burke[3]

- 25. července –  USS Harry S. Truman (CVN-75) – letadlová loď třídy Nimitz

- 29. července –  Etna (A 5326) – zásobovací loď třídy Etna

- 12. srpna –  INS Kora (P61) – korveta stejnojmenné třídy[4]

- 15. srpna –  USS Bonhomme Richard (LHD-6) – výsadková loď třídy Wasp

- 24. srpna –  Hamina (80) – raketový člun třídy Hamina

- 30. září –  HMS Ocean (L12) – vrtulníková výsadková loď

- 18. listopadu –  USNS Bob Hope (T-AKR 300) – transportní loď třídy Bob Hope

- 1. prosince –  Čang Čchien (FFG-1109) – fregata třídy Čcheng-kung

- 4. prosince –  USS Donald Cook (DDG-75) – torpédoborec třídy Arleigh Burke[5]

- 11. prosince –  USS Connecticut (SSN-22) – ponorka třídy Seawolf[6]

- 20. prosince –  HMAS Arunta (FFH 151) – fregata třídy Anzac

- 21. prosince –  Siroco (L 9012) – výsadková loď třídy Foudre